# Force résultante

Le vecteur (en rouge) est la force résultante de l'addition des vecteurs (en vert) et (en bleu).

En physique classique, la force résultante est la somme vectorielle de toutes les forces que subit un corps. Mathématiquement, la force résultante {\displaystyle {\vec {F}}_{R}} d'un système subissant n forces s'écrit :
Tout comme les autres forces, la force résultante possède une grandeur et une orientation. Elle peut aussi être définie comme étant la force globale agissant sur un objet, quand toutes les forces agissant sur celui-ci sont ajoutées.
À part lorsqu'une seule force agit sur un objet, la force résultante ne correspond pas à une force « réelle ».

## Forces parallèles
Quand une force A et une force B agissent sur un objet dans le même sens (vecteurs colinéaires), la force résultante (C) est égale à A + B, dans la direction de A et B. Si la force A a plus d'intensité que la force B, la résultante sera plus proche du point d'application de A que du point d'application de B.

### Forces à 180°

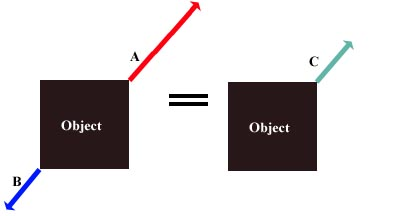
Vecteurs en sens opposées. L'illustration suppose que l'objet, en l'occurrence un carré, n'a pas de centre de masse et peut être traité comme un point.

Quand la force A et la force B agissent sur un même objet mais dans des sens opposés (180 degrés entre les deux vecteurs - vecteurs anti-parallèles), la résultante (C) est égale à |A - B|, dans le même sens que la force de plus grande norme.

## Forces non-parallèles

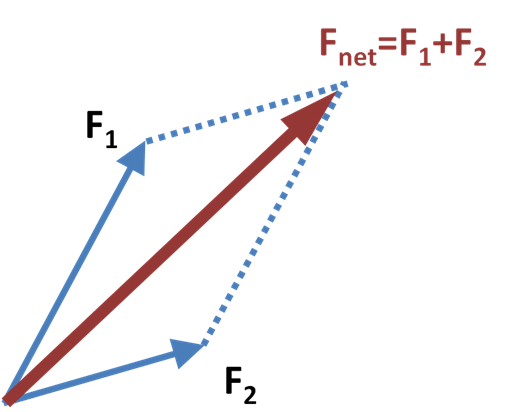
Figure 3: Ajout des vecteurs par construction de parallélogramme

Quand l'angle entre les forces est différent des cas cités ci-dessus, les forces doivent être ajoutées en utilisant le parallélogramme des forces.
Par exemple, prenons la figure 3. Cette construction donne le même résultat si on déplace F2 afin que son extrémité corresponde à l'origine de F1, et si on prend la résultante comme étant le vecteur joignant l'extrémité de F1 à l'extrémité de F2. Cette procédure peut être répétée pour ajouter F3 à la résultante F1 + F2, et ainsi de suite. Voir par exemple la figure 4.

## Composantes
Il est également possible de décomposer les forces en leurs composantes cartésiennes pour déterminer celles du vecteur de la force résultante. Pour ce faire, il faut additionner les diverses composantes d'un même plan pour trouver la composante résultante pour ce plan, puis répéter la démarche pour chaque plan où agissent les forces à l'étude.
Ainsi, si une force {\displaystyle {\vec {R}}} est égale à l'addition de deux forces {\displaystyle {\vec {A}}} et {\displaystyle {\vec {B}}} dans le plan xy, alors 
et
On se sert ensuite de la relation de Pythagore pour déterminer le module de la force résultante.